# 姚建平
姚建平是一位微波光子学学者，渥太华大学杰出教授。

## 生平
1997年拿到法国土伦大学博士学位，1998年至2001年在南洋理工大学担任助理教授，2001年加入渥太华大学担任助理教授，2002年在校内建立微波光子学研究实验室，2003年升为副教授，2006年升为教授，2007年被选为学校微波光子学研究席位，2007年7月至2010年6月和2013年7月至2016年6月两度担任渥太华 - 卡尔顿电气和计算机工程学院院长，2008年6月至2010年8月担任浙江大学永谦讲座教授。他发表过超过500篇文章，在微波光子学领域做出杰出贡献。他目前是电气电子工程师学会会士，光学学会会士，加拿大工程院院士。 